# Nova Europa
Nova Europa je retorički termin koji su koristili konzervativni američki analitičari u SAD-u kako bi opisali bivše europske komunističke države.
Danas se pod tim pojmom smatraju sve europske zemlje koje su nastale u 20. stoljeću i kasnije.
To su:
- Island,
- Irska,
- Finska,
- Norveška,
- Estonija,
- Latvija,
- Litva,
- Poljska,
- Češka Republika,
- Slovačka,
- Mađarska,
- Slovenija,
- Hrvatska,
- Bosna i Hercegovina,
- Srbija,
- Crna Gora,
- Makedonija,
- Bugarska,
- Moldova,
- Ukrajina, i
- Bjelorusija.

Kako Kosovo nisu priznale sve europske i svjetske zemlje, kada se rade statistike za Novu Europu, ta zemlja nije uključena.